# Гранд-Терк
Гранд-Терк (англ. Grand Turk Island) — остров, представляющий собой вершину подводной горы, в составе архипелага (и государства) Теркс и Кайкос, омывается водами юго-западной части Саргассова моря.
Остров вытянут с севера на юг примерно на 10 километров, его средняя ширина составляет 1,6—2,7 километра, площадь острова — 18 км². Западная часть острова пологая, восточная обрывиста, хотя высота самых крутых обрывов не превышает 20 метров. Население острова составляет 5567 человек, причём подавляющее большинство жителей проживают в единственном населённом пункте острова и по совместительству столице государства — Коберн-Тауне. С севера в остров на 3 километра «вгрызается» залив, имеющий ширину «горлышка» всего 20 метров. В центре острова находится мелкое солёное озеро площадью примерно 0,8 км², такое же озеро, но в два раза меньшего размера, расположено в южной части острова, ещё несколько аналогичных, но совсем небольших, озёр разбросаны по всему острову. Средняя температура на Гранд-Терк зимой около 25 °C, летом — до 32 °C, с июля по ноябрь возможны ураганы.
Своё название остров получил в честь в изобилии растущего здесь кактуса рода мелокактус — «турецкая шапка спутанная» (англ. Turk's Cap intortus), чья верхушка напоминает феску. Гранд-Терк был колонизирован в 1681 году жителями Бермудских островов, которые начали здесь добычу соли: этот бизнес был ведущим на острове на протяжении двух веков. В 1766 году он стал столицей страны.
В 1962 году остров стал известен на весь мир, когда вблизи него приводнился астронавт Джон Гленн, вернувшийся с миссии Меркурий-Атлас-6. В феврале 1966 года с острова Гранд-Терк были запущены пять метеорологических ракет.
На острове ощущается недостаток пресной воды, поэтому там практически не развито сельское хозяйство. Гранд-Терк является офшорной зоной, то есть все предприятия, расположенные на нём, не платят налоги.
Туризм на острове начал развиваться только с 1960-х годов, причём первое время здесь отдыхали только единицы: очень богатые люди, которые фактически на свои деньги организовали здесь аэродром для частных самолётов и причал для своих яхт. Ныне на острове действует международный аэропорт, открыт Национальный музей Теркса и Кайкоса, туристы могут посетить 18-метровый маяк (ныне не работает), построенный в 1852 году, и полюбоваться на памятник испанскому конкистадору Хуану Понсе де Леону. На острове развит дайвинг: в прибрежных водах покоятся несколько старинных затонувших кораблей, а 5 минут на моторной лодке прочь от берега достаточно, чтобы достигнуть края шельфа, где находится почти вертикальный обрыв на глубину 2100—2400 метров.
Существует гипотеза, что именно остров Гранд-Терк стал первой землёй, на которую ступил Христофор Колумб после своего трудного путешествия через Атлантический океан в 1492 году, которое в итоге привело к открытию Америки.